# Naufrage du 12 avril 2015 en Méditerranée
Le 12 avril 2015, une embarcation transportant environ 550 migrants clandestins fait naufrage en mer Méditerranée 24 heures après le départ des côtes libyennes faisant plus de 400 morts avec 150 survivants. Ce naufrage survient alors que les garde-côtes italiens ont secouru 5629 migrants clandestins de 22 embarcations différentes entre vendredi  10 avril et dimanche 12 avril 2015 et près de 10 000 jusqu’au mardi 14 avril.

## Réactions
Amnesty international déplore que « rien n’est réglé en Méditerranée » et accuse l’Union européenne d’avoir tourné le dos à ses responsabilités en remplaçant l’opération de sauvetage Mare Nostrum par une simple mission de surveillance, l’opération Triton.